# Barga (Toskana)
Barga ist eine italienische Gemeinde mit 9462 Einwohnern (Stand 31. Dezember 2023) in der Provinz Lucca in der Toskana. Sie ist der Hauptort des mittleren Serchiotals (Media Valle del Serchio). Der Tourismus ist ein wichtiger Erwerbszweig der Stadt.
Barga ist Mitglied der Vereinigung I borghi più belli d’Italia (Die schönsten Orte Italiens).

## Geografie

Lage der Gemeinde Barga in der Provinz Lucca

Barga liegt in den Bergen der Garfagnana etwa 25 km nördlich der Provinzhauptstadt Lucca und rund 70 km nordwestlich der Regionalhauptstadt Florenz. Der wichtigste Fluss im Gemeindegebiet ist der Serchio, der hier 5 km verbringt. Weitere wichtige Gewässer im Gemeindegebiet sind die Torrenti Ania (9 von 10 km im Gemeindegebiet), Corsonna (alle 14 km im Gemeindegebiet) und Loppora (alle 6 km im Gemeindegebiet).
Zu den Ortsteilen gehören Albiano, Castelvecchio Pascoli, Filecchio, Fornaci di Barga, Loppia, Mologno, Ponte all’Ania, Renaio, San Pietro in Campo, Sommocolonia und Tiglio.
Die Nachbargemeinden sind Coreglia Antelminelli, Fosciandora, Gallicano, Molazzana und Pievepelago (MO).

## Kultur und Sehenswürdigkeiten

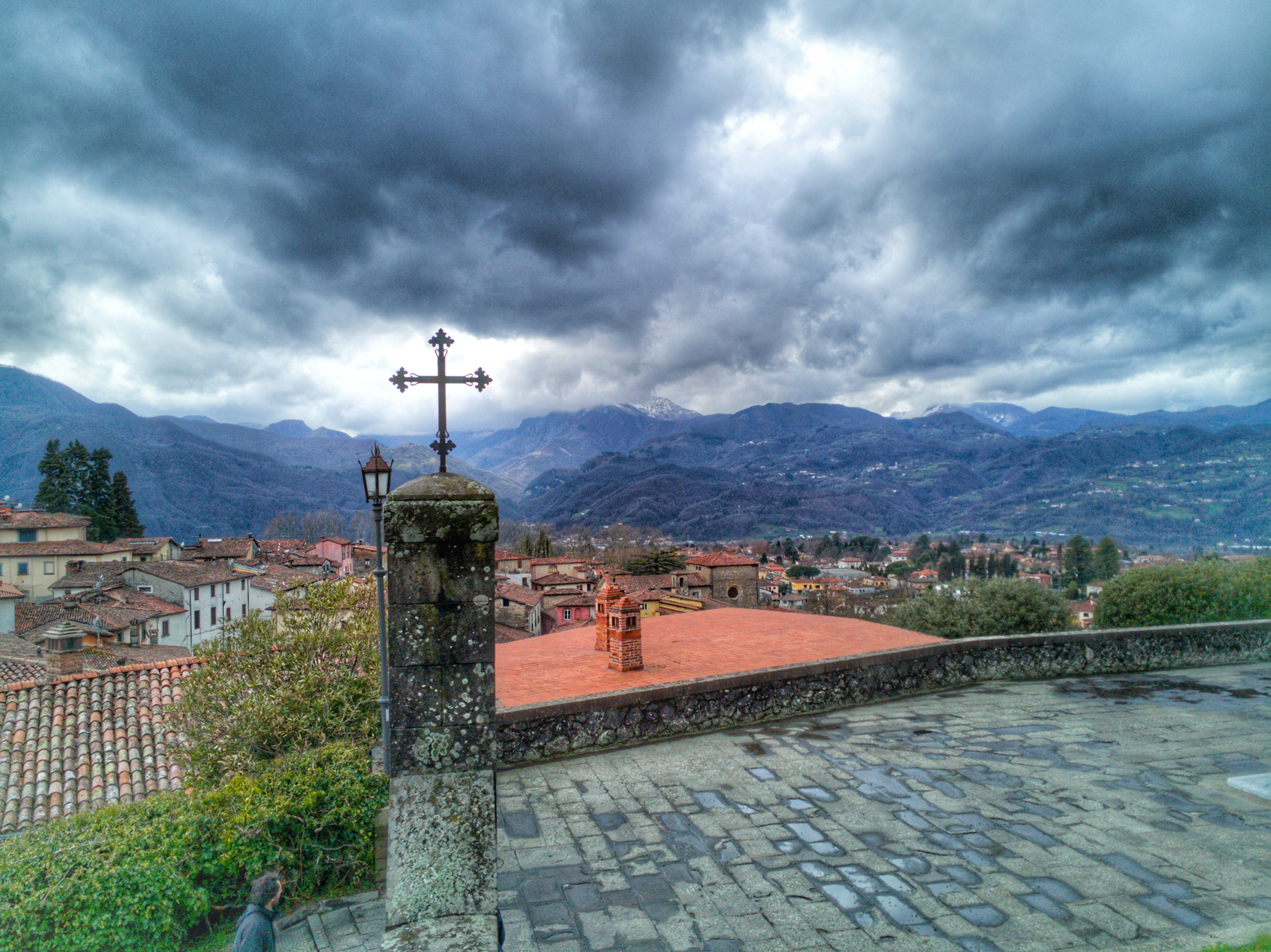
Blick vom südlichen Domvorplatz (Duomo di San Cristoforo) nach Westen in die Apuanischen Alpen

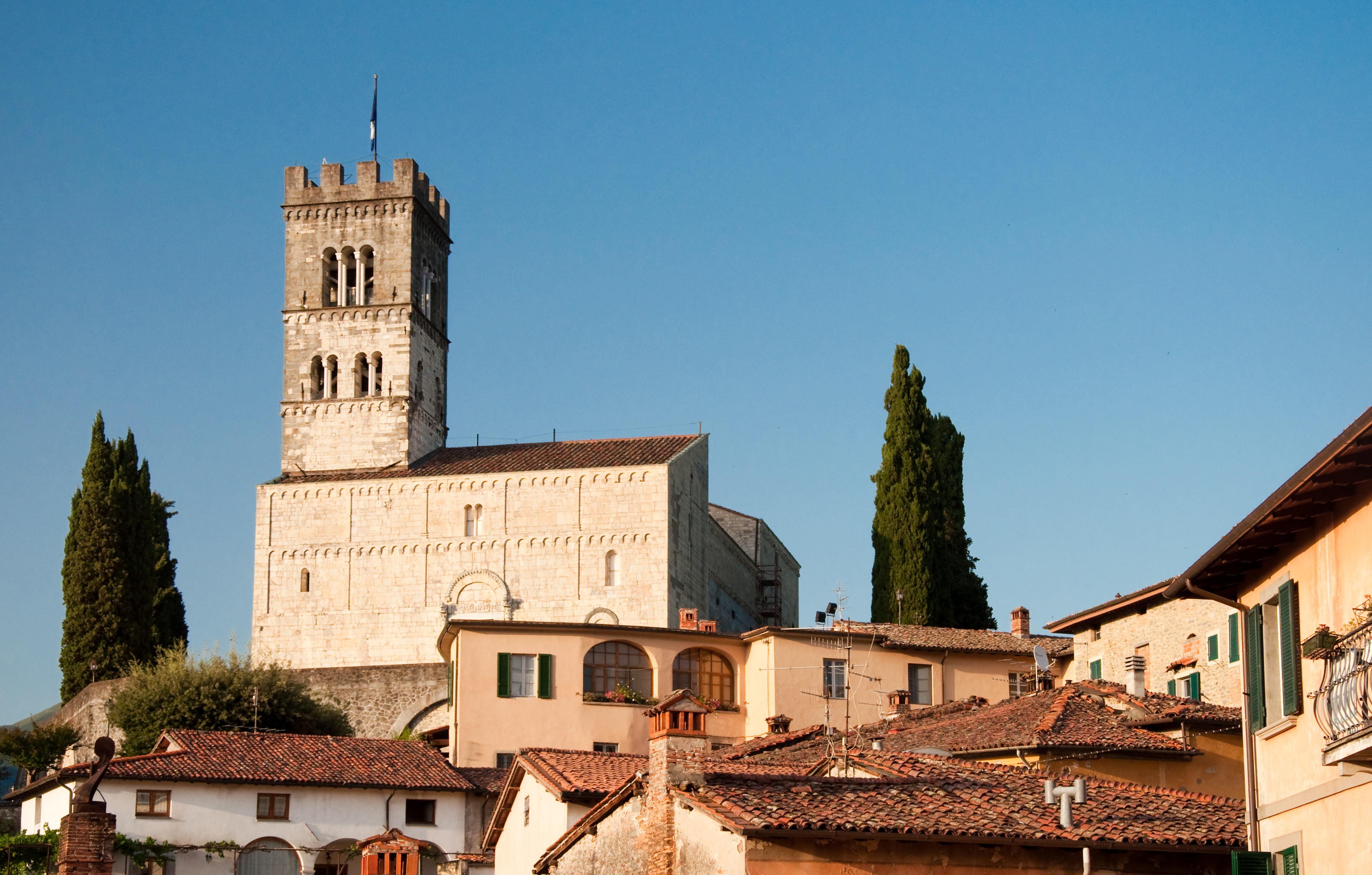
Der Dom von Barga

Die Altstadt Bargas liegt auf einer Anhöhe, die vom romanischen Dom gekrönt wird. Neben dem Dom befindet sich der Palazzo Pretorio. Er wurde im 14. Jahrhundert erbaut und war der Amtssitz des florentinischen Verwalters der Stadt, heute befindet sich dort das Städtische Museum.
Im 15. Jahrhundert wurde auf steingemauerten Bögen eine Wasserleitung, das Antico Acquedotto di Barga errichtet, um die Versorgung der Brunnen in der Altstadt sicherzustellen. Das Aquädukt überspannt einen tiefen Taleinschnitt, wo sich heute der Parco Fratelli Kennedy befindet.
Im Barocktheater Teatro dei Differenti, erbaut 1668, findet alljährlich ein Opernfestival (Opera Barga) statt, gegründet 1967 vom englischen Regisseur Peter Hunt und seiner Frau, der Bühnenbildnerin Gillian Armitage. Es bringt jeweils im Juli selten oder in moderner Zeit gar nicht mehr gespielte Barockopern heraus. Außerdem gibt es ein Jazzfestival (Barga Jazz).
In der 2. Hälfte des 19. Jahrhunderts, als die Toskana eine wirtschaftliche Krise durchlebte, gingen die Barghigiani nicht nur wie andere Toskaner nach Oberitalien, Nord- und Südamerika, sondern in großer Zahl auch nach Schottland. Aufgrund der dadurch historisch gewachsenen kulturellen Beziehungen trägt Barga den Beinamen „The most Scottish town in Italy“.

## Städtepartnerschaften
- East Lothian (Vereinigtes Königreich)
- Hayange (Frankreich)
- Gällivare (Schweden)

## Persönlichkeiten

### Söhne und Töchter der Gemeinde
- Gualtiero Jacopetti (1919–2011), Regisseur von Dokumentarfilmen
- Renzo Casali (1939–2010), Autor, Theater- und Filmschaffender
- Lorenzo Baldisseri (* 1940), Kurienkardinal
- Francesco Farioli (* 1989), Fußballtrainer und -spieler
- Idea Pieroni (* 2002), Hochspringerin

### Mit Barga verbundene Personen
Der in der Romagna geborene Dichter Giovanni Pascoli lebte von 1895 bis 1912, mit seiner Schwester Mariù, in der Nähe von Barga und ist hier begraben. In seinem ehemaligen Wohnhaus ist ein Museum eingerichtet.